# Ekereku River
Ekereku River är ett vattendrag i Guyana.   Det ligger i regionen Cuyuni-Mazaruni, i den nordvästra delen av landet. Ekereku mynnar vid gränsen till Venezuela i Río Cuyuní. Omgivningen utgörs av regnskog.